# Classictic
Classictic （クラシックティク）は、クラシック音楽 イベントのチケット販売や情報提供を多国言語で行っているインターネット ポータルサイト。Classicticは興行主や 歌劇場、オーケストラ、ミュージシャンの代理人として販売契約を結ぶため、チケット販売は直接販売となる。再発売や二次販売などは行っていない。現在、オーストリア、ベルギー、チェコ、エストニア、フランス、ドイツ、イギリス、ハンガリー、イタリア、オランダ、スペイン、タイ、アメリカで開催されるコンサートやオペラなどを提供中。サイト上では開催日程、場所、アーティスト、プログラム、開催地の地図や会場の写真などのイベントに関する情報が掲載されている。イベント会場は世界的に有名なコンサートホールやオペラ座、歴史的建造物の教会や宮殿、オープンエアなど様々。
現在提供中の言語サービスは 英語、ドイツ語、フランス語、イタリア語、スペイン語、中国語、日本語の７ヶ国語。ポータル上にて希望の言語でイベントを選び、購入手続きを行う。支払いはクレジットカードまたは電信による銀行振込み。購入者には Eメールで Eチケットが送信される

## 運営
所在地はドイツ、ベルリン。クラシック音楽、情報技術、マーケティング、カスタマーサービス、販売、各言語の翻訳などの専門家によって運営されている。質問やトラブルに関するホットラインはEメール、ファックス、電話の３つが用意されている。

## 歴史
Classicticは2002年にノルウェー 人のITスペシャリストでクラシック音楽の熱狂的ファンであるエイヴィンド・ヤスンドによって設立された。当初の所在地はドイツ、ミュンヘン、2008年4月からベルリンに新オフィスがオープンしている。